# Geoffrey Kirkland
Geoffrey Kirkland (* 1939 in England) ist ein britischer Szenenbildner.

## Leben
Kirkland begann seine Karriere bei der BBC, wo er 1963 an der Serie Task Force Police erstmals als Szenenbildner tätig war. Bis 1967 arbeitete er für die BBC und war in dieser Zeit auch an der Kultserie Doctor Who beteiligt; er arbeitete am 1967 ausgestrahlten Abenteuer The Faceless Ones mit Patrick Troughton als Zweiter Doktor.
Sein erster Spielfilm war Alan Parkers britisch-italienische Coproduktion Bugsy Malone. Dem folgte eine lange Zusammenarbeit mit Parker; zwischen 1976 und 2003 arbeitete er an insgesamt neun dessen Filmen, darunter Fame – Der Weg zum Ruhm, Birdy und Mississippi Burning – Die Wurzel des Hasses.
1984 war er für Philip Kaufmans Literaturverfilmung Der Stoff, aus dem die Helden sind zusammen mit Richard Lawrence, W. Stewart Campbell, Peter R. Romero, Jim Poynter und George R. Nelson für den Oscar in der Kategorie Bestes Szenenbild nominiert, die Auszeichnung ging in diesem Jahr jedoch an das Filmdrama Fanny und Alexander. Zwischen 1977 und 2007 war Kirkland dreimal für den BAFTA Film Award nominiert, den er zweimal gewann: 1977 für Bugsy Malone und 2007 für Children of Men. Weiterhin war er dreimal für den Excellence in Production Design Award der Art Directors Guild nominiert, diesen Preis konnte er jedoch nicht gewinnen.

## Filmografie (Auswahl)
- 1976: Bugsy Malone
- 1978: 12 Uhr nachts – Midnight Express (Midnight Express)
- 1980: Fame – Der Weg zum Ruhm (Fame)
- 1983: Der Stoff aus dem die Helden sind (The Right Stuff)
- 1984: Birdy
- 1988: Mississippi Burning – Die Wurzel des Hasses (Mississippi Burning)
- 1990: Komm und sieh das Paradies (Come See the Paradise)
- 1996: Space Jam
- 1999: Die Asche meiner Mutter (Angela’s Ashes)
- 2003: Das Leben des David Gale (The Life of David Gale)
- 2004: After the Sunset
- 2006: Children of Men
- 2009: Am Ende des Weges – Eine wahre Lügengeschichte (Get Low)

## Auszeichnungen (Auswahl)
- 1984: Oscar-Nominierung in der Kategorie Bestes Szenenbild für Der Stoff, aus dem die Helden sind
- 1977: BAFTA Film Award in der Kategorie Bestes Szenenbild für Bugsy Malone
- 2000: BAFTA-Film-Award-Nominierung in der Kategorie Bestes Szenenbild für Die Asche meiner Mutter
- 2007: BAFTA Film Award in der Kategorie Bestes Szenenbild für Children of Men